# Zeastichus asper
Zeastichus asper är en stekelart som beskrevs av Boucek 1988. Zeastichus asper ingår i släktet Zeastichus och familjen finglanssteklar. Inga underarter finns listade i Catalogue of Life.